# بيتر باومان
بيتر باومان (بالإنجليزية: Peter Baumann)‏ (و. 1935 – 2011 م) هو طبيب نفسي، من سويسرا، توفي عن عمر يناهز 76 عاماً.